# Honda Indy 300 2000
Honda Indy 300 2000 var den nittonde och näst sista deltävlingen i CART World Series 2000. Tävlingen kördes den 15 oktober i Surfers Paradise, Australien.

## Tävlingen
Adrián Fernández blandade sig i högsta grad in i mästerskapskampen genom att ta sin andra seger för säsongen, samtidigt som den tidigare säkre mästerskapsledaren Gil de Ferran kraschade redan i tävlingens inledning, och därmed tappade chansen att säkra titeln med ett race kvar. Paul Tracy blev också poänglös, men hade fortfarande möjligheten att bli mästare, liksom tävlingens tvåa Kenny Bräck och den poänglöse Roberto Moreno. Juan Pablo Montoyas möjligheter att försvara sin titel från 1999 försvann i en kollision med Dario Franchitti och de Ferran på det första varvet.

## Slutresultat
| Plats | Förare               | Team                     | Grid | Kvaltid  |
| ----- | -------------------- | ------------------------ | ---- | -------- |
| 1     | Adrián Fernández     | Patrick Racing           | 17   | 1.34,333 |
| 2     | Kenny Bräck          | Team Rahal               | 12   | 1.33,856 |
| 3     | Jimmy Vasser         | Chip Ganassi Racing      | 5    | 1.33,052 |
| 4     | Cristiano da Matta   | PPI Motorsports          | 10   | 1.33,761 |
| 5     | Patrick Carpentier   | Forsythe Racing          | 11   | 1.33,798 |
| 6     | Hélio Castroneves    | Marlboro Team Penske     | 8    | 1.33,474 |
| 7     | Michel Jourdain Jr.  | Bettenhausen Motorsports | 16   | 1.34,282 |
| 8     | Tony Kanaan          | Mo Nunn Racing           | 7    | 1.33,165 |
| 9     | Oriol Servià         | PPI Motorsports          | 14   | 1.34,059 |
| 10    | Maurício Gugelmin    | PacWest Racing           | 18   | 1.34,514 |
| 11    | Mark Blundell        | PacWest Racing           | 22   | 1.35,399 |
| 12    | Luiz Garcia Jr.      | Arciero Racing           | 25   | 1.38,689 |
| 13    | Tarso Marques        | Dale Coyne Racing        | 23   | 1.35,668 |
| 14    | Alex Barron          | Dale Coyne Racing        | 19   | 1.34,558 |
| 15    | Christian Fittipaldi | Newman/Haas Racing       | 9    | 1.33,490 |
| 16    | Max Papis            | Team Rahal               | 15   | 1.34,132 |
| 17    | Paul Tracy           | Team KOOL Green          | 4    | 1.32,358 |
| 18    | Jason Bright         | Della Penna Motorsports  | 24   | 1.36,642 |
| 19    | Roberto Moreno       | Patrick Racing           | 20   | 1.34,835 |
| 20    | Michael Andretti     | Newman/Haas Racing       | 6    | 1.33,123 |
| 21    | Shinji Nakano        | Walker Racing            | 21   | 1.34,972 |
| 22    | Alex Tagliani        | Forsythe Racing          | 13   | 1.34,024 |
| 23    | Gil de Ferran        | Marlboro Team Penske     | 2    | 1.31,827 |
| 24    | Juan Pablo Montoya   | Chip Ganassi Racing      | 1    | 1.31,722 |
| 25    | Dario Franchitti     | Team KOOL Green          | 3    | 1.32,059 |